# Maratus inaquosus
Maratus inaquosus é uma espécie de aranha identificada em 2020; o seu nome deriva dos habitats áridos onde é encontrada. A espécie foi identificada na região de Victoria, na Austrália, no Parque Nacional Little Desert; o macho mede 3,55 milímetros de comprimento total e a fêmea 5,42 milímetros.